# 仁和里 (堡里)
仁和里，是台灣南部自明鄭時期至日治初期的一個行政區劃，其範圍即今臺南市的東區南部、南區東北部及仁德區西北部。
仁和里北邊為臺南市、永康下里，東邊為仁德北里、仁德南里，南邊為文賢里，西邊為永寧里、新昌里。

## 管轄街庄
仁和里共轄5個庄：
- 今東區境內：竹篙厝庄
- 今南區境內：鞍仔庄
- 今南區、中西區境內：桶盤淺庄
- 今仁德區境內：牛稠仔庄、十三甲庄